# Sînîțea, Hrîstînivka
Sînîțea (în ucraineană Синиця) este o comună în raionul Hrîstînivka, regiunea Cerkasî, Ucraina, formată numai din satul de reședință.

## Demografie
Componența lingvistică a comunei Sînîțea
     Ucraineană (97,06%)
     Rusă (1,31%)
     Alte limbi (0,54%)
Conform recensământului din 2001, majoritatea populației comunei Sînîțea era vorbitoare de ucraineană (97,06%), existând în minoritate și vorbitori de rusă (1,31%).